# Villa Moll
Villa Moll (Est. Moll) es una localidad argentina del partido de Navarro, provincia de Buenos Aires.

## Población
Cuenta con 592 habitantes (Indec, 2010), lo que representa un descenso del 3 % frente a los 612 habitantes (Indec, 2001) del censo anterior.
| Gráfica de evolución demográfica de Villa Moll entre 1991 y 2010 |
|                                                                  |
| Fuente: Censos nacionales del INDEC                              |